# Bothrocerambyx nevermanni
Bothrocerambyx nevermanni là một loài bọ cánh cứng trong họ Cerambycidae.